# BlizzCon
BlizzCon is een conferentie van het Amerikaanse computerspelbedrijf Blizzard Entertainment. De eerste beurs werd in oktober 2005 in het Anaheim Convention Center in Anaheim (Californië) georganiseerd, waar het sindsdien elk jaar - behalve in 2006, 2012 en 2020, toen er geen beurzen waren - gehouden is.
Op deze beurs worden nieuwe computerspellen en ontwikkelingen van het bedrijf aangekondigd. Er worden ook vaak goodies of hebbedingetjes weggegeven, zoals een code waarmee men een voorwerp kan krijgen in een van hun onlinespellen.

## Overzicht evenementen
| Jaar | Data           | Aantal bezoekers | Hoofdaankondiging(en)                                                               | Bèta key               | World of Warcraft item               | StarCraft II item                                 | Diablo III item                                       | Hearthstone: Heroes of Warcraft item         | Heroes of the Storm item | Speelbare games | Afsluitende band                |
| ---- | -------------- | ---------------- | ----------------------------------------------------------------------------------- | ---------------------- | ------------------------------------ | ------------------------------------------------- | ----------------------------------------------------- | -------------------------------------------- | ------------------------ | --- | ------------------------------- |
| 2005 | 28-29 oktober  | 8.000            | World of Warcraft: The Burning Crusade                                              | The Burning Crusade    | Murky the Murloc pet                 |                                                   |                                                       |                                              |                          | StarCraft: Ghost, World of Warcraft: The Burning Crusade | The Offspring                   |
| 2007 | 3-4 augustus   | 13.000           | World of Warcraft: Wrath of the Lich King                                           | Wrath of the Lich King | Murloc costume                       |                                                   |                                                       |                                              |                          | StarCraft II, World of Warcraft: Wrath of the Lich King | Video Games Live                |
| 2008 | 10-11 oktober  | 15.000           | StarCraft II als trilogie, Diablo III Wizard class                                  | StarCraft II           | Polar Bear mount met riding Murloc   |                                                   |                                                       |                                              |                          | Diablo III, StarCraft II: Wings of Liberty, World of Warcraft: Wrath of the Lich King                                                                                  | Level 80 Elite Tauren Chieftain |
| 2009 | 21-22 augustus | 20.000           | World of Warcraft: Cataclysm, Diablo III Monk class                                 |                        | Grunty the Murloc Marine pet         |                                                   |                                                       |                                              |                          | Diablo III, StarCraft II: Wings of Liberty, World of Warcraft: Cataclysm                                                                                               | Ozzy Osbourne                   |
| 2010 | 22-23 oktober  | 27.000           | Diablo III Demon Hunter class, Diablo III Arena PVP                                 |                        | Deathy, murloc vermomd als Deathwing | Murloc Marine Portrait en Deep-Sea Decals         |                                                       |                                              |                          | Diablo III, StarCraft II: Wings of Liberty, World of Warcraft: Cataclysm                                                                                               | Tenacious D                     |
| 2011 | 21-22 oktober  | 26.000           | World of Warcraft: Mists of Pandaria                                                |                        | Murkablo, murloc vermomd als Diablo  | PanTerran Marine Portrait en Fist of Furry Decals |                                                       |                                              |                          | Diablo III, StarCraft II: Heart of the Swarm, World of Warcraft: Mists of Pandaria                                                                                     | Foo Fighters                    |
| 2013 | 8-9 november   | 26.000           | World of Warcraft: Warlords of Draenor                                              |                        | Murkalot, Murloc Crusader            | Tearin' Stitches Portrait & Stiches' Hook Decal   | Mark of Death Banner Shape, Pattern, Sigil and Accent | Elite Tauren Chieftain Gold Card             |                          | Diablo III: Reaper of Souls, Hearthstone: Heroes of Warcraft, Heroes of the Storm, StarCraft II: Heart of the Swarm, World of Warcraft: Warlords of Draenor            | Blink 182                       |
| 2014 | 7-8 november   | 26.000           | Overwatch, Hearthstone: Goblins Vs. Gnomes, StarCraft II: Legacy of the Void        |                        | Grommloc, murloc Grom Hellscream     | Portraits and Decal                               | Warlords of Draenor Weapon Transmogs                  | Blizzard 2014 Card Back                      | Nexus Charger Mount      | Diablo III: Reaper of Souls, Hearthstone: Heroes of Warcraft, Heroes of the Storm, StarCraft II: Legacy of the Void, World of Warcraft: Warlords of Draenor, Overwatch | Metallica                       |
| 2015 | 6-7 november   | 26.000           | World of Warcraft: Legion, Warcraft: The Beginning, Hearthstone: Heroes of Warcraft |                        |                                      | Murkidan, murloc Illidan                          | Portraits                                             | Blizzcon pennant, Murkgoblin pet en portrait | Blizzard 2015 Card Back  | Nexus Battle Beast Mount | Linkin Park                     |

| Jaar | Data           | Aantal bezoekers | Hoofdaankondigingen | Speelbare games | Afsluitende band    |
| ---- | -------------- | ---------------- | --- | --- | ------------------- |
| 2016 | 4-5 november   | 26.000           | patches voor World of Warcraft: Legion, Hearthstone: Heroes of Warcraft, Overwatch                                                        | World of Warcraft: Legion, Hearthstone: Heroes of Warcraft, Heroes of the Storm, StarCraft II: Legacy of the Void, Diablo, Diablo II, Diablo III: Reaper of Souls, Overwatch                     | "Weird Al" Yankovic |
| 2017 | 3-4 november   | 26.000           | World of Warcraft: Battle for Azeroth, World of Warcraft: Classic, uitbreiding: Hearthstone: Heroes of Warcraft                           | World of Warcraft: Battle for Azeroth, World of Warcraft: Legion, Hearthstone: Heroes of Warcraft, Heroes of the Storm, StarCraft II: Legacy of the Void, Diablo III: Reaper of Souls, Overwatch |                     |
| 2018 | 2-3 november   | 26.000           | Warcraft III: Reforged, Diablo Immortal, patches voor World of Warcraft: Battle for Azeroth, uitbreiding: Hearthstone: Heroes of Warcraft | Warcraft III: Reforged, Diablo Immortal, World of Warcraft: Battle for Azeroth, Hearthstone: Heroes of Warcraft, Heroes of the Storm, StarCraft II: Legacy of the Void, Overwatch                |                     |
| 2019 | 1-2 november   |                  | | |                     |
| 2021 | 19-20 februari |                  | | |                     |